# Humedal de Fuentes Blancas
El  humedal de Fuentes Blancas es un humedal que forma parte del parque de Fuentes Blancas, en las inmediaciones de la ciudad de Burgos. El humedal está situado en la confluencia del río Pico con el Arlanzón y rodeado por la N-120 al norte y la Autovía del Norte al este.
El humedal era un antiguo meandro del río Arlanzón que había sido desecado por las obras de construcción de las autovías aledañas. En 2002 comenzó su recuperación como zona inundada y su acondicionamiento para la visita con senderos, observatorios de aves y un cierre perimetral para proteger a la flora y la fauna.
La flora presente en el humedal es la típica de ribera, con chopos, sauces, fresnos o alisos salpicados de pinos y enebros, así como juncos, carrizos y espadañas asociados a la masa de agua.
Numerosas aves acuáticas vistan el humedal, destacando cormoranes, garzas, cigüeñas, gallinetas, fochas así como varias especies de zampullines, patos y limícolas. Varias especies de anfibios así como el vulnerable galápago leproso también pueblan las aguas del humedal.